# Nazionale femminile di pallacanestro di Trinidad e Tobago
La nazionale femminile di pallacanestro di Trinidad e Tobago è la rappresentativa cestistica femminile di Trinidad e Tobago ed è posta sotto l'egida della Federazione cestistica di Trinidad e Tobago.

## Piazzamenti

### Campionati centramericani
- 1971 - 4°
- 2008 - 5°
- 2010 - 4°
- 2012 - 8°

### Campionati caraibici
- 2004 - 6°
- 2011 -  2°
- 2014 - 4°

## Formazioni

### Campionati centramericani
Campionato centramericano femminile di pallacanestro 20084 Jackson-Kennedy, 5 Phillips, 6 Peters, 7 Selman, 8 Gay, 9 Patterson, 10 T. Edwards, 11 Charles, 12 Moore, 13 Codio, 14 P. Edwards, 15 Liverpool,        All. Christopher Jackson
Campionato centramericano femminile di pallacanestro 20104 Selman, 5 Ortega, 6 Codio, 8 Phillips, 9 Williams, 11 John-Davis, 12 Liverpool, 14 Billy,        All. Ozell Wells
Campionato centramericano femminile di pallacanestro 20124 Clarke, 5 Ortega, 6 Codio, 7 David, 8 Nottingham, 9 Patterson, 10 Blugh, 11 Mitchell, 12 Gay, 13 Guerrero, 14 Seale, 15 Nelson,        All. Iván Flores

### Campionati caraibici
Campionato caraibico femminile di pallacanestro 20114 Charles, 5 Ortega, 6 Codio, 7 Harris, 8 Phillip, 9 Billy, 10 King, 11 Gay, 12 Aaron, 13 Guerrero, 14 Seale,        All. -
Campionato caraibico femminile di pallacanestro 20144 Clarke, 5 Ortega, 6 Codio, 7 Wallace, 8 Nottingham, 9 Richardson, 10 Connelly, 11 John-Davis, 12 Liverpool, 13 Pitt, 14 Cox, 15 Cooper,        All. -